# Sanatorium de Sancellemoz
 (février 2018).
Si vous disposez d'ouvrages ou d'articles de référence ou si vous connaissez des sites web de qualité traitant du thème abordé ici, merci de compléter l'article en donnant les références utiles à sa vérifiabilité et en les liant à la section « Notes et références ».
Le sanatorium de Sancellemoz était un centre de rééducation situé au plateau d'Assy sur la commune de Passy en Haute-Savoie, à 1 000 m d'altitude face au massif du mont Blanc, à 12 km de Sallanches et 22 km de Chamonix.

## Situation
Le sanatorium de Sancellemoz n'accueille plus de patients depuis septembre 2021. Ils ont été transférés dans un autre établissement à Cluses.

## Description
L'établissement offre 190 lits de soins de suite et de réadaptation, particulièrement dans les spécialités suivantes :
- éveil de coma ;
- neurologie ;
- orthopédie-traumatologie ;
- pneumologie ;
- suites de chirurgie viscérale ;
- traumatologie et orthopédie simples ;
- réadaptation ;
- brûlologie.

## Personnalités
Marie Curie meurt au sanatorium le 4 juillet 1934, dans l'appartement 424.
Un séjour de la famille d'Igor Stravinsky entre 1935 et 1939 est relaté au sanatorium où le compositeur écrit le deuxième mouvement de la symphonie en ut.
Pierre Perret atteint d'une tuberculose particulièrement tenace y séjourna au début des années 60 (alors âgé de 25 ans) et guérit à la suite des soins du Dr Tobé. Il y retrouva le goût de vivre et pimenta même son séjour de presque deux ans par quelques épisodes amoureux tout en composant de nouvelles chansons et achevant une biographie de Paul Léautaud. N'étant pas inscrit à la sécurité sociale, son séjour a été financé par un concert de solidarité, à l'initiative de Lucien Morisse, directeur d'Europe N°1.
Patricia Moraz, cinéaste suisse, y séjourne en 1987, ainsi que Patrick Cahuzac, alors âgé de 23 ans qui commença là-bas la rédaction de son roman Parole de singe (éd. Gallmard, 1990, Prix Félix Fénéon)[réf. nécessaire].
Simone Garnier